# Ochyrocera chiapas
Ochyrocera chiapas is een spinnensoort uit de familie Ochyroceratidae. De soort komt voor in Mexico.